# Leoš Janáček

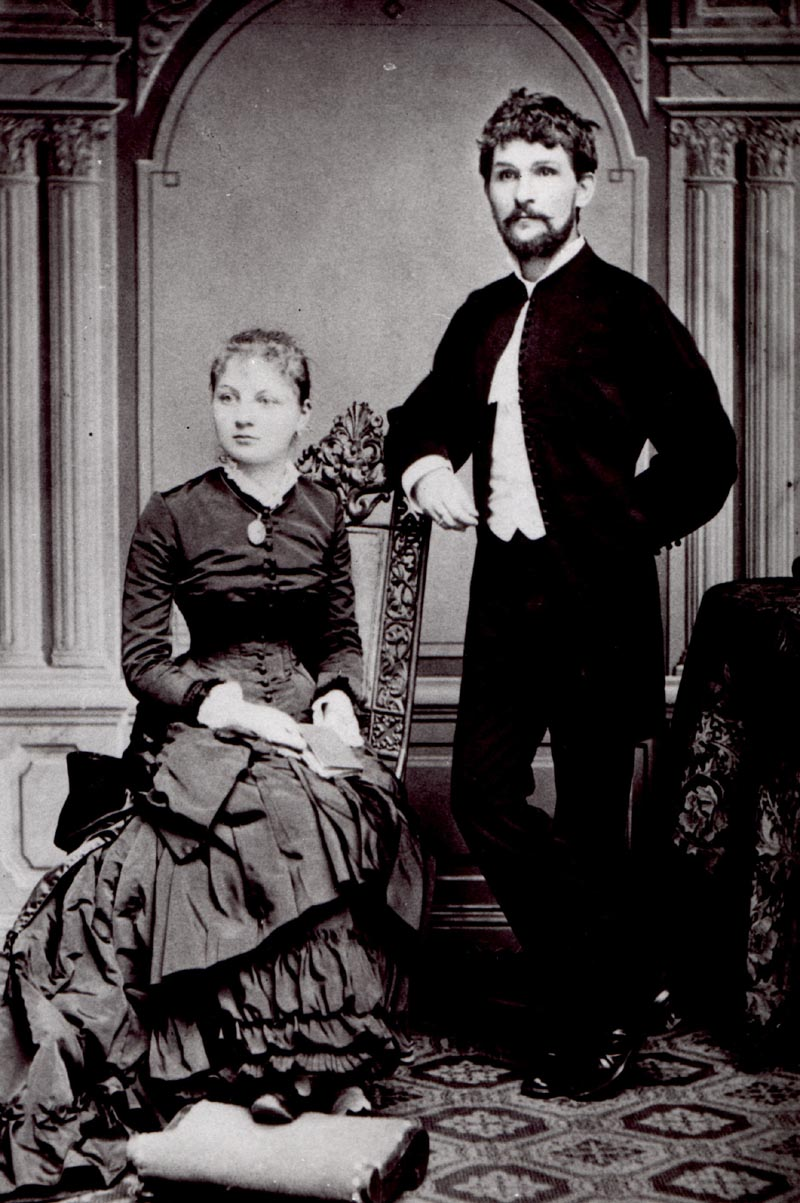
Leoš Janáček z żoną Zdenką (1881)

Leoš Janáček (ur. 3 lipca 1854 w Hukvaldach, zm. 12 sierpnia 1928 w Ostrawie) – czeski kompozytor.
Urodził się w Hukvaldach w rodzinie miejscowego nauczyciela. Od młodości wykazywał zdolności muzyczne. Dla jego twórczości duże znaczenie miały kontakty z muzyką ludową, której słuchał w czasie wiejskich zabaw. Jako kilkunastoletni chłopiec opanował grę na organach i grywał na tym instrumencie w miejscowym kościele.
Studiował w Pradze, w Lipsku i w Wiedniu. Od 1880 r. uczył muzyki w Brnie, gdzie w 1881 r. założył szkołę organistów. Później został dyrygentem tamtejszej filharmonii. Napisał wtedy kilka prac z zakresu teorii muzyki.
Opery zaczął pisać w Brnie, ale praski teatr nie chciał ich początkowo wystawiać. Po dwunastu latach wystawiono w Pradze w 1916 r. operę Její pastorkyňa (czyli Jenůfę), która odniosła sukces. Rozpoczęła się kariera kompozytora. Prawykonania wszystkich jego oper były w Brnie, potem wystawiano je w Pradze. Dzięki temu, że libretta na niemiecki tłumaczył zaprzyjaźniony z kompozytorem pisarz Max Brod, były one wystawianie w operach austriackich i niemieckich. W Polsce przed II wojną światową wystawiono tylko Jenůfę.
W swych kompozycjach, m.in. w operach Szarka i Jenůfa oraz w utworach na fortepian i orkiestrę, nawiązywał do muzyki ludowej Ziemi Laskiej. Był kolekcjonerem piosenek ludowych – Janáček i jego współpracownicy wędrowali po morawskich i słowackich wioskach i zapisywali lub nagrywali na fonografie autentyczny śpiew mieszkańców. Niektóre nagrania dochowały się do XXI wieku.
Zmarł w szpitalu w Ostrawie 12 sierpnia 1928 roku. Śmierć nastąpiła w wyniku powikłań spowodowanych zapaleniem płuc. Pochowano go w Brnie, w części honorowej Cmentarza Centralnego (Ústřední hřbitov).

## Wybrane utwory

### Opery
- Šárka (Szarka) (1887 – pierwsza wersja, 1888 – druga, 1918 – trzecia, premiera w 1925)
- Počátek románu (Początek romansu) (1891)
- Její pastorkyňa (Jej pasierbica) albo Jenůfa (1894–1904)[3]
- Osud (Przeznaczenie) (1903–1904)
- Výlety páně Broučkovy (Wyprawy pana Brouczka) – 2 opery 1-aktowe: Výlet pána Broučka do měsíce (Wyprawa pana Brouczka na Księżyc) i Výlet pána Broučka do XV století (Wyprawa pana Brouczka do XV wieku) (1908–1917, premiera 1920)
- Káťa Kabanová (Katia Kabanowa) (1919–1921)
- Příhody lišky Bystroušky (Przygody Lisiczki Chytruski)[4] (1921–1923)
- Věc Makropulos (Sprawa Makropulos) (1923–1926)
- Z mrtvého domu (Z martwego domu) (1927–1928) – na podstawie powieści Wspomnienia z domu umarłych Fiodora Dostojewskiego.

### Utwory orkiestrowe
- Lašské tance (Laskie tańce) (1889–1890)
- rapsodia Taras Bulba (1915–1918) – na podstawie powieści Gogola
- Sinfonietta (1926)

### Utwory kameralne
- Dumka na skrzypce i fortepian (1879–1880)
- Romans na skrzypce i fortepian (1879–1880)
- Sonata na skrzypce i fortepian (1914)
- I kwartet smyczkowy „Sonata kreutzerowska” (1923)
- Młodość (Mládí) na sekstet dęty (1924)
- II kwartet smyczkowy „Listy intymne” (1928)

### Utwory fortepianowe
- Tema con variazioni (1880)
- Na zarośniętej ścieżce (1900–1911) – cykl miniatur fortepianowych
- We mgle (1912)
- Pamiątka (1928)
- Sonata „z ulicy” 1905

### Utwory chóralne
- Říkadla (1925)
- Msza głagolicka (Glagolská mše) (1926)

## Pamięć Świata
W 2017 r. archiwum pozostałe po Janáčku, składające się z rękopisów jego kompozycji, librett, tekstów naukowych i literackich, notatników i książek z jego biblioteki (część z odręcznymi adnotacjami) oraz jego korespondencji zostało wpisane na listę Pamięci Świata jako pokazujące historię muzyki oraz sylwetkę artysty wyprzedzającego swoje czasy.